# EJ Vol. II
EJ Vol. II é o décimo-primeiro álbum de estúdio do guitarrista virtuoso estadunidense Eric Johnson. Foi lançado no dia 6 de março de 2020 pelo selo Vortexan Records.
O destaque deste álbum é que ele, assim como o álbum EJ, de 2016, ele é inteiramente acústico.

## Faixas
Todas as faixas compostas por Eric Johnson, exceto onde indicado.
| N.º            | Título                              | Compositor(es)              | Duração |  |
| 1.             | "Waterwheel"                        |                             | 3:58    |  |
| 2.             | "Gift Of Love"                      |                             | 4:44    |  |
| 3.             | "You've Got To Hide Your Love Away" | John Lennon, Paul McCartney | 4:18    |  |
| 4.             | "Chaldron's Boat"                   |                             | 2:49    |  |
| 5.             | "Over The Moon"                     |                             | 3:36    |  |
| 6.             | "Let A Friend Find You"             |                             | 2:54    |  |
| 7.             | "Divanáe"                           |                             | 3:26    |  |
| 8.             | "Lake Travis"                       |                             | 1:16    |  |
| 9.             | "Hotel Olé"                         |                             | 3:16    |  |
| 10.            | "Different Folks"                   |                             | 4:17    |  |
| 11.            | "Golden Way"                        |                             | 3:27    |  |
| 12.            | "Black Waterside"                   | Música folclórica           | 2:26    |  |
| 13.            | "For The Stars"                     |                             | 1:53    |  |
| Duração total: | Duração total:                      | Duração total:              | 42:13   |  |

## Créditos Musicais
- Eric Johnson - Vocais, Violão, Lap Steel Guitar, Piano, Redneck Cowboy Kalimba
- Roscoe Beck - Baixolão
- Tom Brechtlein - Bateria
- Tommy Taylor - Bateria (Faixa 6)
- Doyle Dykes - Violão (Faixa 4)
- John Mills - Clarinete, Flauta
- James Fenner - Percussão
- Kevin Hall - Percussão
- Tosca String Quartet- Cordas
- Arielle - Back Vocal (Faixas 1, 3, 6 e 9)